# Friedrich Wilhelm Heidenreich
Friedrich Wilhelm Heidenreich (* 2. September 1798 in Roßtal; † 6. Dezember 1857 in Ansbach) war ein deutscher Mediziner und Naturforscher, der wissenschaftliche und medizinische Schriften verfasst hat.

## Leben
Friedrich Wilhelm Heidenreich war der Sohn des Diakons von Roßtal und späteren Pfarrers von Ermetzhofen Johann Alexander Heidenreich (1754–1814). Seine Schwester Henriette war mit dem Altphilologen und Archäologen Joseph Anselm Feuerbach verheiratet. Friedrich Wilhelm war mit Anselms Bruder, dem Philosophen Ludwig Feuerbach befreundet und beide unterhielten einen überlieferten Briefwechsel. Heidenreich war an der Untersuchung der Todesumstände des Findelkindes Kaspar Hauser beteiligt. Im Bereich der Naturwissenschaften hing Heidenreich einer streng empiristischen Sichtweise an.

## Werke
- Diss. inaug. sistens tubercula in cerebro reperta, Becker: Würzburg 1822
- Vom Leben der menschlichen Seele, 1826
- Orthopaedie, oder Werth der Mechanik zur Heilung der Verkrümmungen am menschlichen Leibe, Reimer, 1827
- Anweisung zum richtigen Gebrauche der Präservative gegen die Cholera, Dollfuss, 1831
- Die Verklärung im Tode, Reimer, 1837
- Revision der neueren Ansichten und Behandlungen von Croup, Enke, 1837
- Die Wirkungsart der Mineralquellen bei Steben. Eine Entgegnung auf die Schrift des Dr. Reichel über die Eigenthümlichkeiten der Stahlquellen Stebens, Riegel und Wießner, 1839
- Diastase der Beckenknochen, durch zwei beobachtete Fälle erläutert, in: Monatsschrift für Medicin, Augenheilkunde und Chirurgie, 1839
- Revision der neuern Ansichten und Behandlung vom Croup, 1841
- Die subkutane Blepharotomie gegen subakuten Augenlidkrampf und krankhaftes Entropium, E. H. Gummi, 1844
- Die Verkehrtheit in der Erziehung und Bildung der weiblichen Jugend, Gummi, 1844(²)
- Der Kropf. Chirurgische Monographie, E. H. Gummi, 1845
- Die physiologische Induktion: ein Beitrag zur medizinischen und Nerven-Physik, E. H. Gummi, 1846
- Einfache und sicherer Methode, die Schweflung des Hopfens und überhaupt das Vorhandensein von Schwefel und Schwefelverbindungen in organischen Stoffen zu erkennen und darzustellen, Dollfuss 1846
- Die Verkürzung des Schenkels im Hüftgelenke. Eine Kritik über die Ansichten und Behandlung der Coxalgie, veranlasst durch die in der Wildberger'schen orthophädischen Anstalt zu Bamberg gemacheten Beobachtungen, Carl Junge, Ansbach 1852
- Elemente der therapeutischen Physik, Wigand, 1854
- Vorkehr und Verfahren gegen die Cholera. Nach eigenen Beobachtungen in München und Augsburg, Carl Junge, Ansbach 1854 (²)